# IC 5049/2
IC 5049/2 је елиптична галаксија у сазвијежђу Микроскоп која се налази на листи објеката дубоког неба у Индекс каталогу.
Деклинација објекта је - 38° 25' 5" а ректасцензија 20h 47m 23,8s. Привидна величина (магнитуда) објекта IC 5049 износи 13,6 а фотографска магнитуда 14,6. IC 50492 је још познат и под ознакама ESO 341-14A, MCG -6-45-15, AM 2044-383, PGC 65378.